# 1-я бригада оперативного назначения Национальной гвардии Украины
1-я Президентская бригада оперативного назначения Национальной гвардии Украины имени Петра Дорошенко (укр. Перша Президентська бригада оперативного призначення Національної гвардії України імені гетьмана Петра Дорошенка, сокр. 1 БрОП, в/ч 3027) — соединение Национальной гвардии Украины нового типа с современным вооружением, входящее в состав Северного оперативно-территориального объединения НГУ.

## История

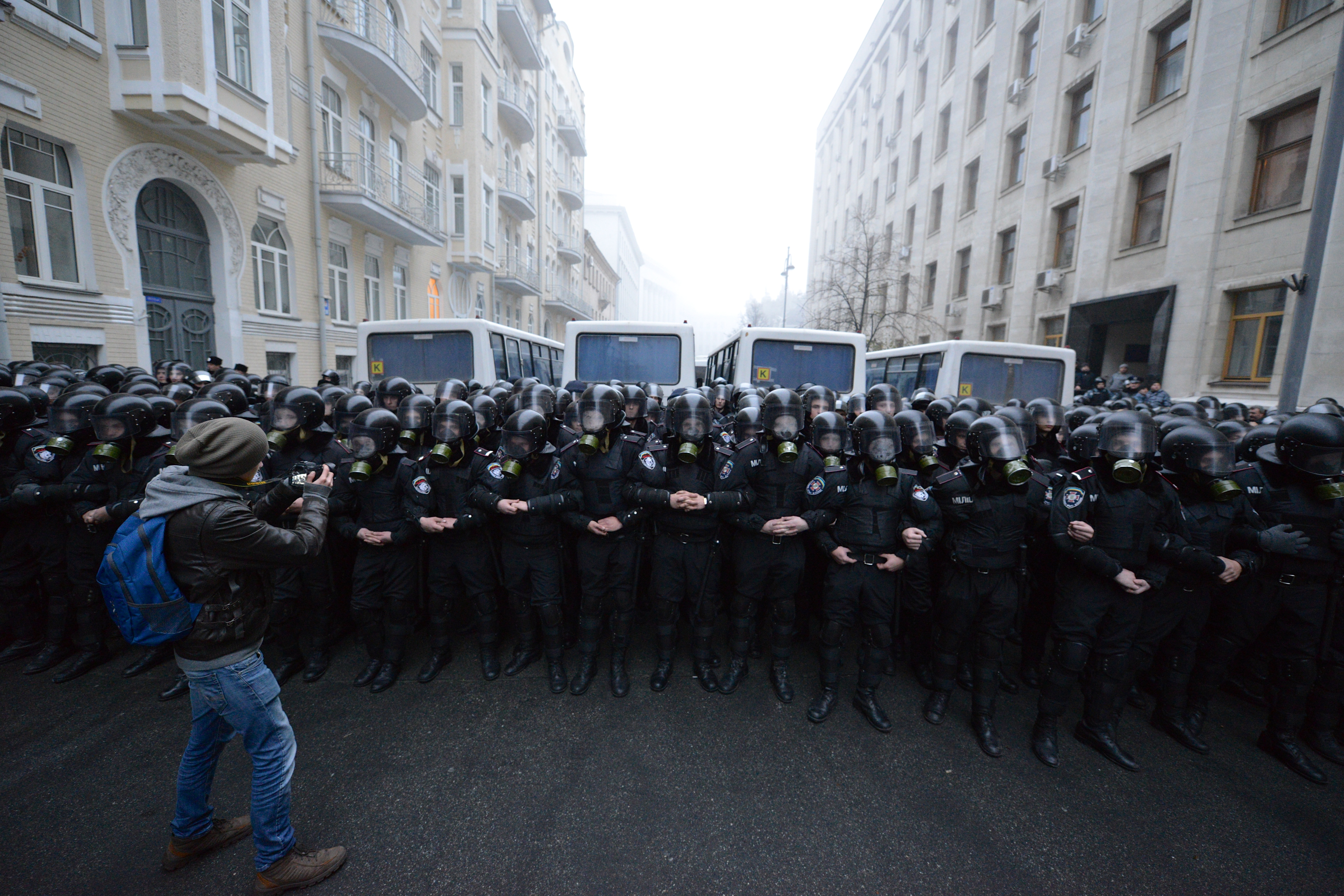
Военнослужащие бригады Внутренних Войск МВД Украины «Барс» охраняют Президентскую администацию, 24 ноября 2013 года

27 июля 2014 года 14-я бригада специального назначения ВВ МВД Украины «Барс» была преобразована в 1-ю бригаду оперативного назначения НГУ.
Её оснащение кардинально отличается от того, что было раньше. Она стала первой бригадой Национальной гвардии, получившей тяжёлую бронетехнику и гаубичную артиллерию.
Впоследствии бригада приняла участие в войне в Донбассе
Во время боев за Иловайск бойцы бригады удерживали позиции в районе города Комсомольское.
Военнослужащие бригады несли охрану общественного порядка в правительственном квартале Киева 31 августа 2015 года. В тот день оппозиционные партии организовали митинг под стенами Верховной Рады с требованием не допустить принятия изменений в Конституцию по децентрализации власти. После голосования у стен парламента начались массовые столкновения. В нацгвардейцев швырнули гранату, в результате чего более 50 из них были ранены и четверо погибли.
23 августа 2017 года, Указом Президента Украины № 232/2017, учитывая боевые заслуги, мужество, образцовое выполнение возложенных задач, высокий профессионализм личного состава, бригаде присвоено почетное звание «Президентское имя гетмана Петра Дорошенко». Наименование бригады: 1-я Президентская бригада оперативного назначения имени гетмана Петра Дорошенко Национальной гвардии Украины.
По подсчетам «Книги памяти погибших» до полномасштабного вторжения РФ в Украину бригада потеряла в зоне АТО/ООС убитыми не менее 6 человек.
17 февраля 2022 года военнослужащие Первой Президентской бригады оперативного назначения имени гетмана Петра Дорошенко совместно с работниками Нацполиции взяли под усиленную охрану Киевскую ГЭС. «Учитывая нынешние вызовы и всю ответственность, возложенную на подразделения Национальной гвардии Украины, к несению службы отобраны наиболее опытные военнослужащие Первой Президентской бригады. Среди них есть гвардейцы, которые несли службу в районе проведения ООС и имеют боевой опыт. Бойцы мотивированы и готовы совместно с полицейскими обеспечить надежную охрану и бесперебойное функционирование гидроэлектростанции», — отметил заместитель начальника Северного объединения, полковник Олег Дуда.
В феврале 2022 года бригада участвовала в боях против вооружённых сил Российской Федерации, в том числе при обороне Киева в районе населенных пунктов Мощун, Горенка и Гостомель, а также в боях под Лисичанском в июне и июле 2022 года.
В рамках рекрутинговой кампании «Гвардия наступления» в 2023 году получила название «Ураган».

## Оснащение
Бойцы модернизированной бригады экипированы бронежилетами 5 категории и имеют современные средства цифровой связи.
На вооружении бригады: бронеавтомобили «Кугуар», оснащённые автоматическими гранатометами, с экипажем 8 человек; бронемашины «Спартан» с крупнокалиберными пулеметами и 4 ПТРК «Корсар» для борьбы с танками и БМП; бронеавтомобили «Дозор-Б» оснащены тепловизорами и крупнокалиберными пулеметами; несколько БТРов 3Е1 с противокумулятивными экранами и тепловизорами.

## Командование
- Полковник Мусиенко Владимир Григорьевич (2014—2022)
- Полковник Мишакин Николай Николаевич (2022-2023)
- Полковник Задорожный Антон Олегович (2023 - по настоящее время)